# Páramo de Sumapaz

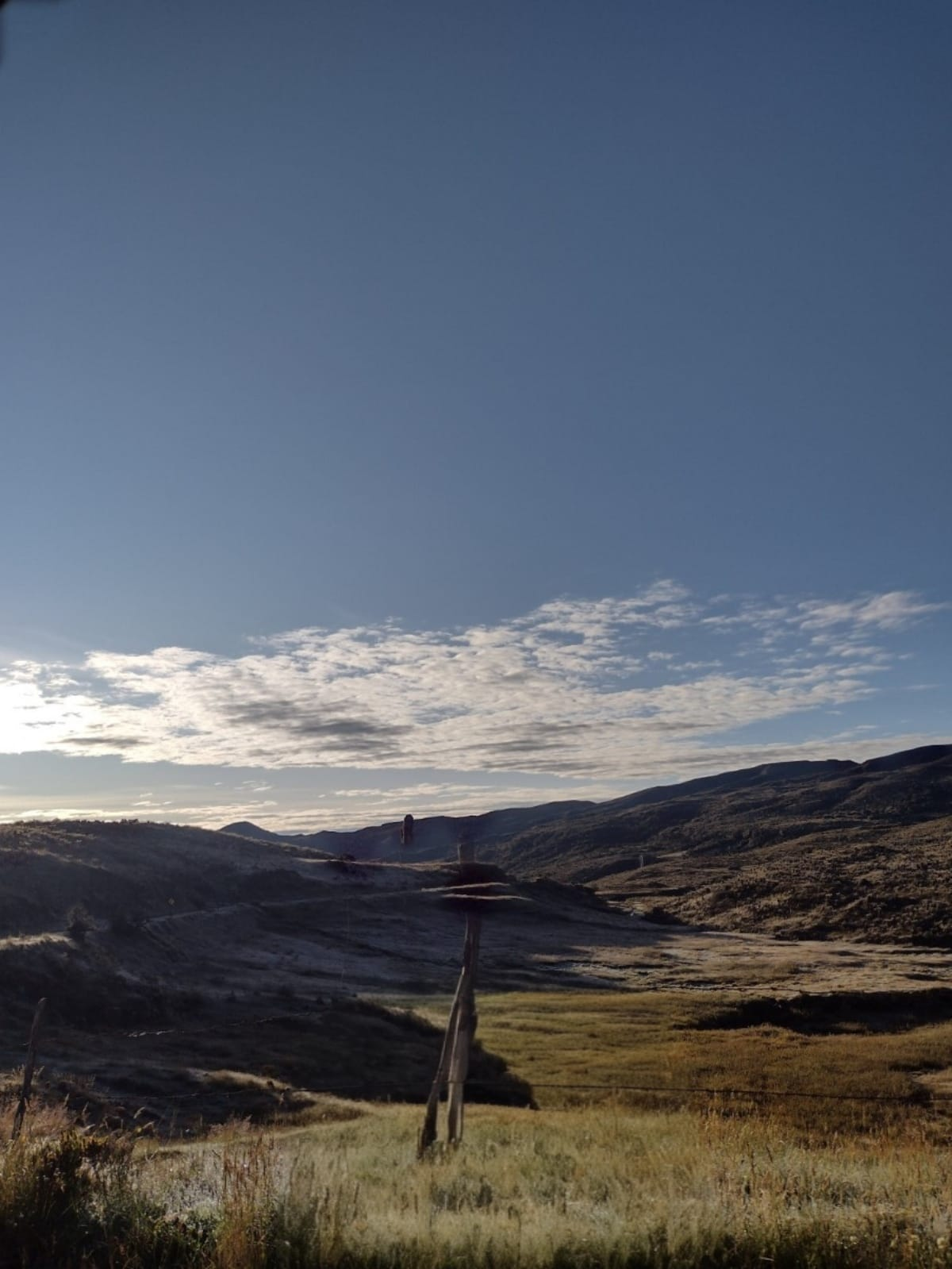
Ecosistema con amanecer característico del paramo del Sumapaz

El Páramo del Sumapaz es el páramo más grande del mundo. Está situado en la provincia del Sumapaz, en el departamento de Cundinamarca, Meta, Huila y la localidad de Sumapaz del Distrito Capital de Bogotá, en Colombia. Fue declarado Parque Nacional Natural en 1977.está ubicado sobre la cordillera oriental de los Andes colombianos. Tiene ecosistemas de alta montaña, páramo y bosque alto andino entre los 3500 a 400 msnm, que se han formado gracias a los procesos geomorfológicos.

## Características generales
El páramo tiene una extensión de 333.420 hectáreas y es una de las fuentes hídricas más importantes del país. 
Aloja una gran cantidad de lagunas, todas ellas de origen glacial. Entre las más destacadas se encuentran las lagunas de Boca Grande, Chisacá, Larga, La Guitarra, El Cajón y la del Nevado. Adicionalmente, alberga uno de los picos más altos en las cercanías de la capital: el Cerro Nevado del Sumapaz, con una altura de 4306 metros. Hace parte de las 64 áreas naturales protegidas que integran el Sistema de Parques Nacionales Naturales (SPNN).

## Historia
El páramo de Sumapaz fue considerado como un lugar de amor para los aborígenes muisca. Fue asociado con las fuerzas sagradas de la creación y el origen del hombre y la mujer, un dominio donde los humanos no deben entrar.
Durante el siglo XVI, el aventurero y conquistador alemán Nikolaus Federmann condujo una expedición desde Coro, cruzando el Sumapaz por la cuenca alta del río Ariari, buscando el mítico tesoro de El Dorado. Durante el paso por el páramo, murieron españoles e indígenas, así como caballos, de frío. El lugar fue nombrado por los españoles "País de la Niebla" a causa de las densas nubes a nivel superficial, que generan una gran disminución en la visibilidad.
En 1783, José Celestino Mutis lideró la Expedición Botánica, con el propósito de estudiar la flora y fauna de la región. Sin embargo, el páramo no fue visitado por sus difíciles condiciones climáticas. El naturalista Alexander Von Humboldt hizo la primera descripción del páramo y de las plantas locales en 1801. Él describió la presencia de valles glaciales y asoció las características de la región con aquellas observadas en la geomorfología alpina.
Durante los inicios del siglo XX, el naturalista español José Cuatrecasas realizó importantes investigaciones del páramo. Otros científicos que describieron y estudiaron el páramo de Sumapaz fueron el colombiano Ernesto Guhl Nimtz, quien llevó a cabo una investigación de casi tres décadas sobre las comunidades vegetales, y Thomas van der Hammen. Fue un corredor estratégico durante el conflicto armado interno en Colombia.

## Ambiente glacial
La región esta caracterizada por su alta biodiversidad y su importancia como fuente hídrica, también guarda huellas de procesos geológicos y climáticos antiguos, entre ellos la presencia de glaciares durante el Pleistoceno. Durante las glaciaciones del Cuaternario, el clima frío y húmedo favoreció la formación de pequeños glaciares en las cumbres más elevadas del páramo.
El Páramo de Sumapaz presenta claras evidencias de un ambiente glacial y periglacial, reflejadas en geoformas originadas por el movimiento de masas de hielo en épocas glaciales. Estos procesos modelaron intensamente el relieve, generando acumulaciones de sedimentos transportados por el hielo en zonas altas de montaña.

### Zonas de Evidencia
Las huellas más claras de glaciación se encuentran en el flanco oriental del sinclinal de Sumapaz y las laderas del mismo flanco (Sinclinal de Sumapaz y depósitos cuaternarios que demuestran la existencia de glaciares en el pasado.) , cuyas aguas drenan hacia el eje del sinclinal. En estas áreas se identifican estructuras que nos muestran la geomorfología característica de este tipo de ambiente como lo son: 

#### Conos Glaciofluviales
- Conos de longitud corta larga a muy larga, de laderas rectas - convexas y muy inclinadas constituidas de bloques angulares de varios metros de arista, en matriz constituida de arcilla con bloques de tamaños disimétricos y localmente paleosuelos negros. Su origen está asociado a corrientes torrenciales producto de deshielo de la parte más distal de una masa glaciar. Los abanicos glaciofluviales son coalescentes algunas presentan disección longitudinal en asocio de escarpes en forma de “V”.[12]
- Localización: Veredas Nueva Granada y San Jorge, en el flanco oriental del sinclinal (Sinclinal de Sumapaz y depósitos cuaternarios que demuestran la existencia de glaciares en el pasado.).[12]

#### Morrenas
- Morrena lateral: Crestas alomadas lineares y alongadas a lo largo de las márgenes de un valle glaciar con laderas cóncavas y rectas muy cortas e inclinadas, constituidas de material glaciar acumulado, tanto por lenguas glaciares como por conos glaciofluviales. Se constituyen de fragmentos de rocas subangulares a subredondeados con lentes de grava y localmente con bloques de tamaños métricos.[12]

- Morrenas terminales y frontales: terminales formadas por el estancamiento y deshielo de glaciares. Estas se caracterizan por presentar lomas de lomas de forma de medialuna en planta a manera de diques las cuales se ubican transversal y escalonadamente en la parte media o baja final de los valles glaciares. Sus flancos presentan formas cóncavas y convexas de longitud muy corta y pendientes inclinadas. Se componen de una mezcla caótica de arcilla, arenas y gravas angulares con muestras del arrastre.[12]Localmente se pueden presentar lentes de grava y arena, su origen se debe al avance y retroceso de una lengua glaciar.
- Localización: Las morrenas solo están presentes en parte del núcleo y el sector del flanco oriental del Sinclinal de Sumapaz (Sinclinal de Sumapaz y depósitos cuaternarios que demuestran la existencia de glaciares en el pasado.)[12]

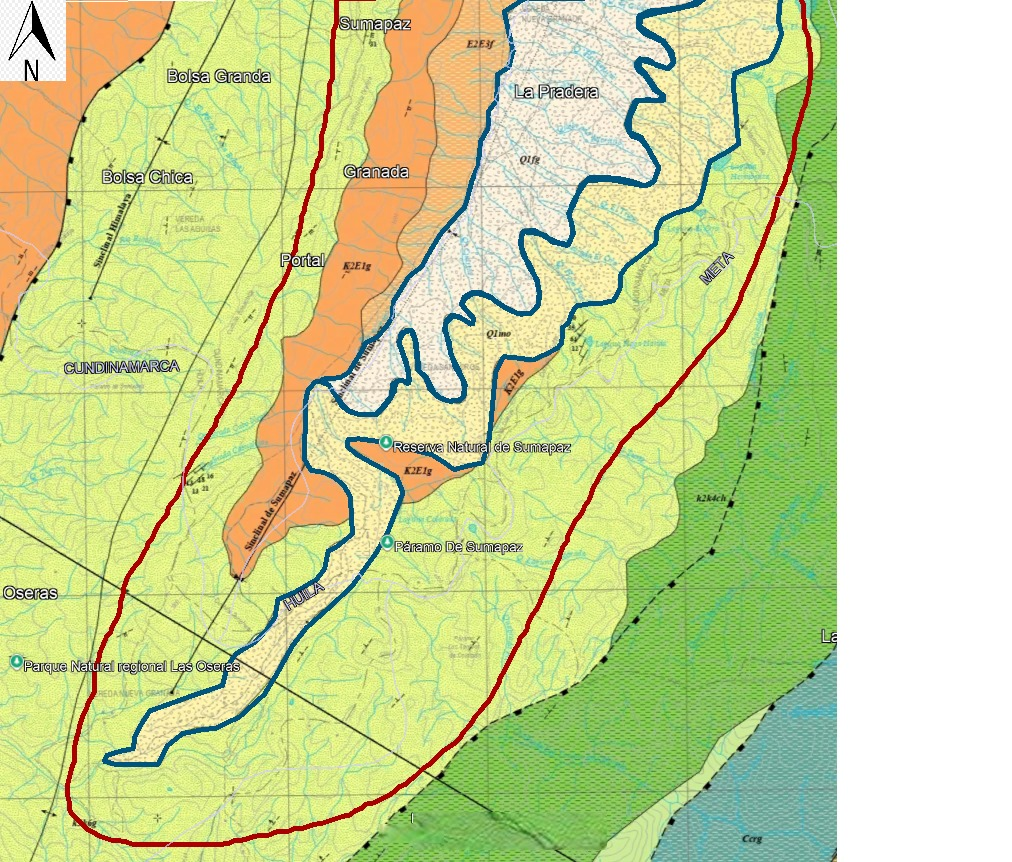
Sinclinal de Sumapaz y depósitos cuaternarios que demuestran la existencia de glaciares en el pasado

En la imagen "Sinclinal de Sumapaz y depósitos cuaternarios que demuestran la existencia de glaciares en el pasado." Los polígonos azules representan depósitos subrecientes acumulados por dinámica de erosión y procesos glaciares.  Depósitos de morrena (Q1mo): morrenas laterales y terminales compuestas por una mezcla de clastos que varían en tamaño desde guijarros hasta bloques de 4 m de diámetro, angulares a subredondeados, en una matriz de arena y limo, principalmente matriz soportado. Los clastos están conformados por cuarzoarenitas de tamaño de grano arena fina hasta gránulo, color gris claro, bien seleccionadas y subredondeadas.  Depósitos coluviales con influencia glaciar (Q1fg): depósitos subrecientes acumulados por dinámica de erosión y glaciar, constituidos por bloques y cantos angulares a subredondeados de arenitas cuarzosas a líticas, cherts y liditas en una matriz compuesta de arena gruesa y arcilla.

## Formación de las lagunas glaciales en el páramo de Sumapaz[14]
Las lagunas que se observan actualmente en el Páramo de Sumapaz tienen su origen en los procesos glaciares ocurridos durante el Pleistoceno tardío. A medida que los glaciares avanzaban y retrocedían, fueron esculpiendo el paisaje y creando depresiones en el terreno. En áreas específicas, como el flanco oriental del sinclinal, donde son evidentes las morrenas laterales y terminales, el deshielo glaciar dio lugar a la acumulación de agua en estas depresiones.
La configuración actual de estas lagunas se debe a dos factores principales: por un lado, las cavidades talladas directamente por la acción del hielo glaciar, y por otro, las barreras naturales formadas por los sedimentos arrastrados y depositados por los glaciares, que funcionaron como represas naturales. Estos procesos geomorfológicos no solo determinaron la ubicación y forma de las lagunas, sino que también jugaron un papel fundamental en la conformación del sistema hidrológico característico del páramo.
La distribución espacial de estos cuerpos de agua está íntimamente ligada a las formas del relieve creadas por la antigua actividad glaciar, evidenciando cómo los procesos del pasado continúan influyendo en la dinámica ecológica e hídrica del Páramo de Sumapaz en la actualidad.

## Hidrografía

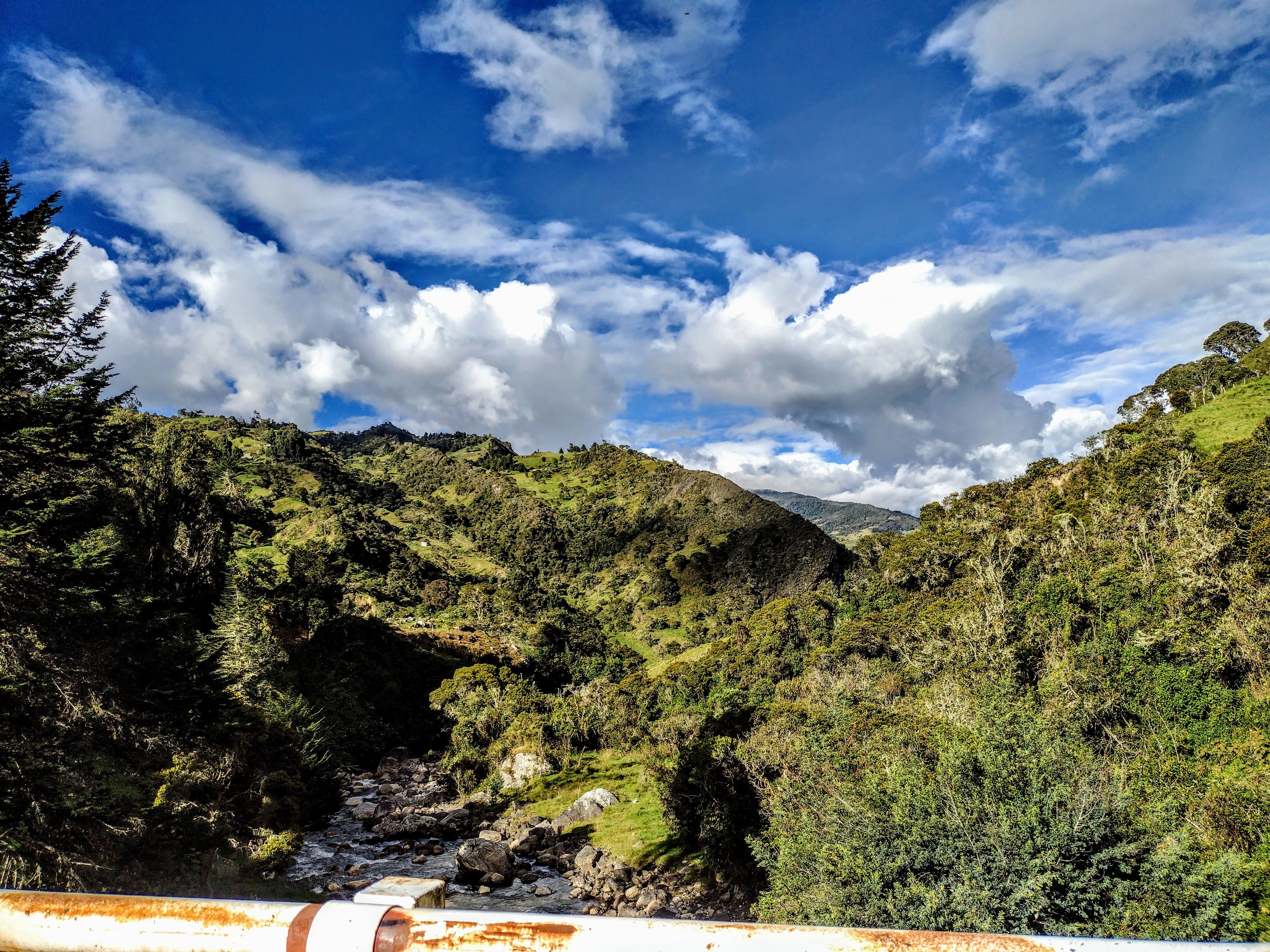
Río en la vereda Nazareth de la cuenca Río Blanco

Sumapaz se considera un importante centro hidrográfico porque constituye la estrella fluvial del centro del país. En él nacen ríos que fluyen hacia las vertientes del río Magdalena, con la cuenca del río Sumapaz y la vertiente del río Orinoco con las cuencas de los ríos Blanco, Ariari, Guape y Duda. En el páramo de Sumapaz se encuentran dos cuencas hídricas las cuales son Río Sumapaz y Río Blanco.
La cuenca del Río Blanco la cual está ubicada en la Unidad de Planeamiento Rural de Río Blanco, abarca 35.966 hectáreas, esta cuenca es la segunda con mayor extensión dentro de lo que comprende la ruralidad de Bogotá. Esta cuenca limita por el occidente con San Bernardo, Arbeláez y Pasca, por el Oriente con los municipios de Gutiérrez y Une, por el sur, con la Cuenca del Río Sumapaz y por el norte con la cuenca del Río Tunjuelo. Esta cuenca desemboca en el río Negro, después continua su curso hacia el río Guayuriba, en seguida tributa sus aguas al río Meta y finalmente termina su curso en la cuenca del Orinoco.
Por otro lado la cuenca Río Sumapaz, abarca 3490321 hectáreas, tiene una longitud de 95 km y en esta cuenca se encuentra el corregimiento de San Juan. Esta cuenca se ubica al lado Oeste de la cordillera Oriental del Departamento de Cundinamarca. Limita al sur con el departamento del huila, al oriente con el departamento del meta y una pequeña parte con la cuenca del río Bogotá, al norte limita con la cuenca río magdalena y cuenca río Bogotá, al occidente con el Departamento de Tolima y finalmente desemboca en el río Magdalena, aproximadamente a unos 289 m.s.n.m

## Biodiversidad
El páramo del Sumapaz representa un ecosistema fundamental para la conservación de la biodiversidad. Ya que alberga una gran variedad de especies tanto de flora como de fauna, muchas de ellas endémicas de la región, adaptadas a las condiciones de clima. 

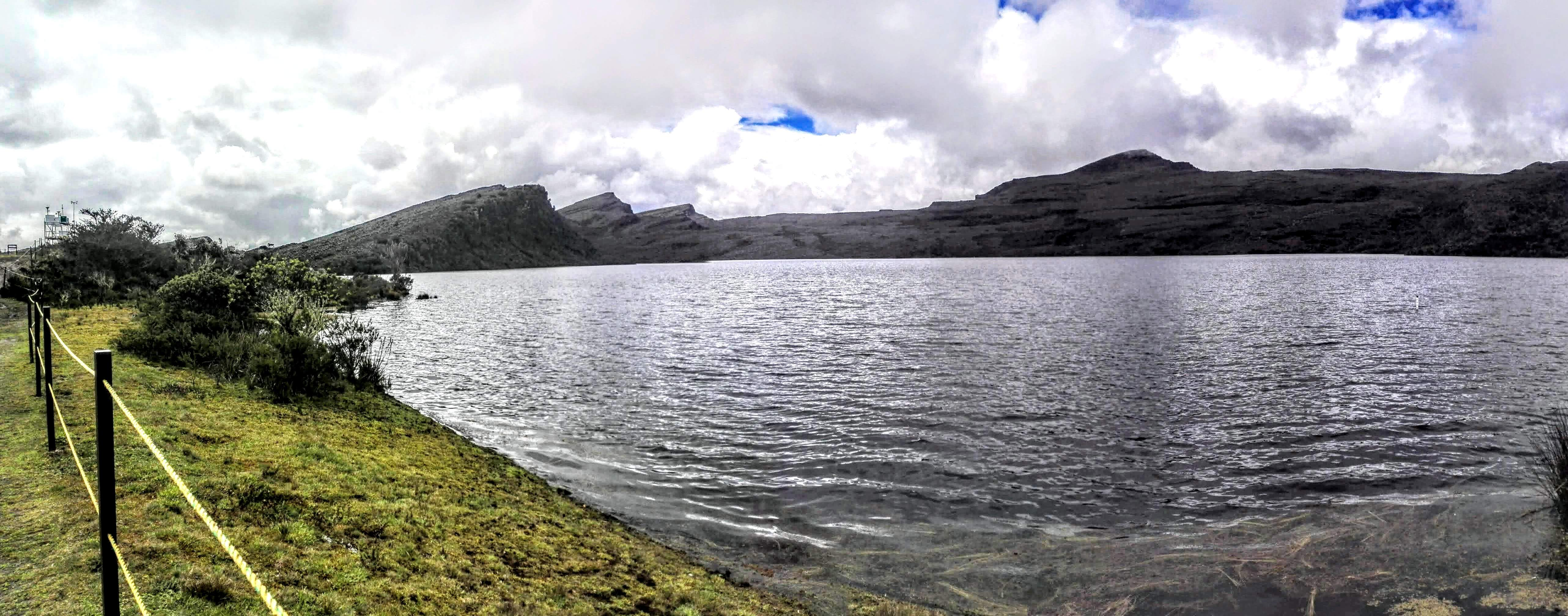
Laguna los Tunjos en el Páramo de Sumapaz

## Flora
La vegetación más característica del ecosistema de páramo son los frailejones, del género Espeletia, la paja, también conocida por los campesinos como guinchi, los cardones, las piñuelas, el chusque y en algunas partes del páramo se encuentran las cañuelas.   

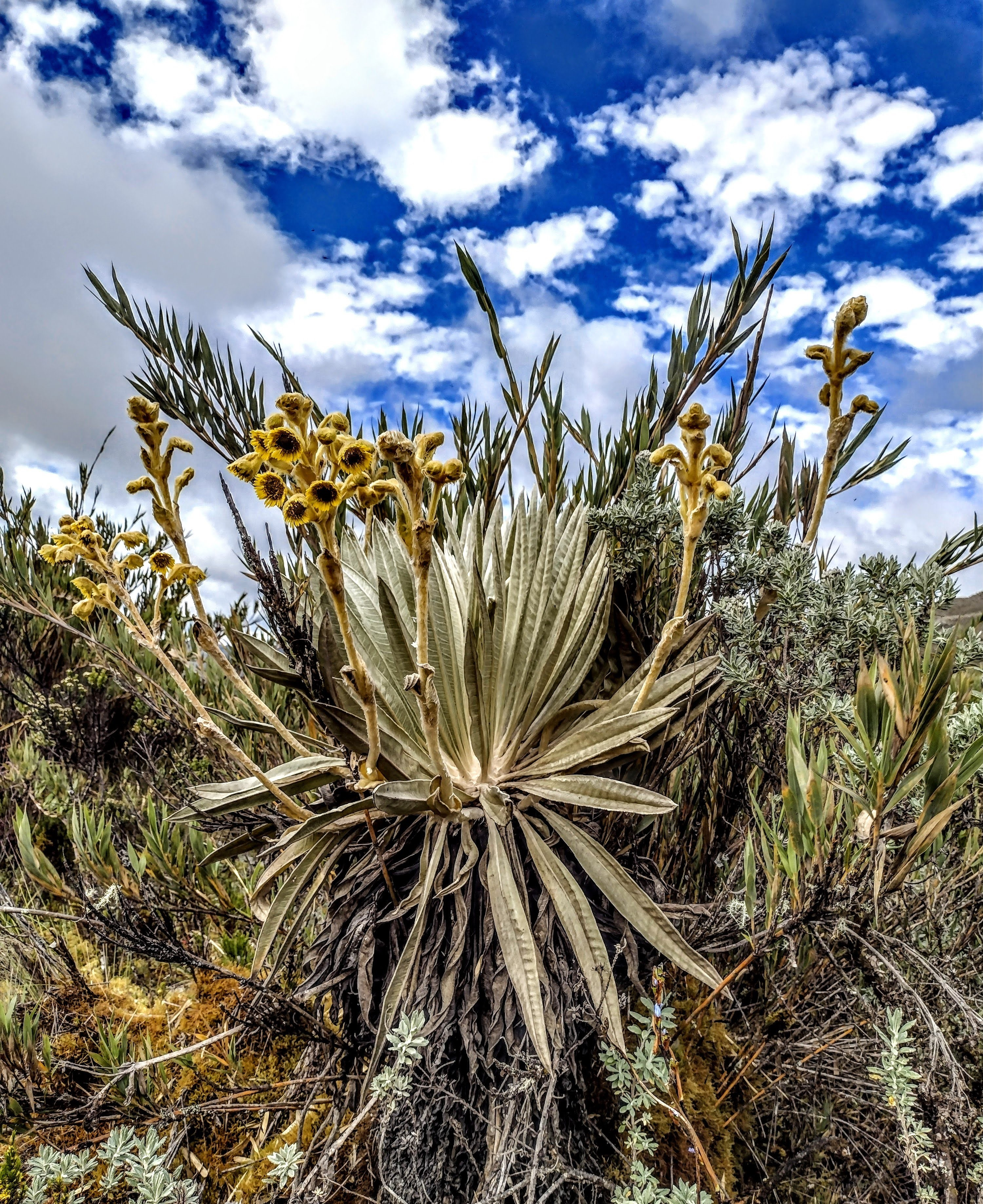
Flora en Sumapaz

Existen muchos tipos de especies de frailejones, los más comunes vistos en Sumapaz es el Espeletia grandiflora, Espeletia Cabralensis, Espeletia killipii, Espeletia summapacis y el Espeletia miradoresis que cabe resaltar que este último se dice que es endémico de este páramo y que actualmente se encuentra en vía de extinción. Estos frailejones desarrollan rosetones de abundantes hojas, lanudas y largas, con un extremo tallo recto y erguido, que se denomina caulirosula. 
Además, el páramo posee especies florales donde predomina el Rodamonte (Escallonia myrtilloides), que puede llegar a estar en los 3500 msnm y en lugares menores a los 2800 msnm. Otro arbusto paramuno que predomina es el Sietecueros rojo (Tibouchina grossa) característico por sus flores oscuras llamativas. Dentro de los arbustos decorativos que más prosperan es el Pegamosco (Bejaria resinosa), característico por su forma de campana alargada y de color rojo, que cubren casi todo el arbusto en épocas de floración. Últimamente han tomado popularidad árboles ornamentales como la uva de anís (Cavendishia bracteata) y la uva camarona (Macleania rupestris), las cuales poseen frutos carnosos y dulces agradables. Las Bromeliáceas epífitas de mayor tamaño y más representativas del páramo, son las conocidas como “quiches”, que viven sobre las ramas de los árboles y los arbustos.
El páramo además es rico en plantas como los musgos, destacando el género Sphagnum, son característicos de estos ecosistemas y poseen propiedades fundamentales desde el punto de vista hídrico, ya que tienen la capacidad de absorber abundante agua. Esta especie junto con los frailejones y la papa abarcan la mayor parte de la superficie paramuna.

## Fauna
La fauna del páramo es excepcional, con adaptaciones especiales a las duras condiciones heredadas de la influencia glaciar durante el Pleistoceno. Este entorno, modelado por antiguos glaciares que tallaron lagunas, valles y depósitos de morrenas, ahora acoge especies icónicas como el venado blanco, la danta de páramo y el oso andino, todas amenazadas por la extinción.
Estos animales habitan en zonas frías, húmedas y de topografía accidentada, rasgos que persisten por el pasado glaciar del terreno. La laguna de los Tunjos (Laguna los Tunjos), por ejemplo, surgió tras el deshielo de un glaciar y actualmente sirve de hogar a aves como el Zambullidor (Podiceps andinus) y el Pato de los torrentes (Merganetta armata). Asimismo, roedores como el curí y el conejo de páramo son parte de la dieta del águila real, mientras que anfibios, reptiles e insectos han evolucionado para resistir las fluctuaciones extremas de temperatura y humedad típicas de este ecosistema de origen glaciar.
El impacto de los glaciares no solo moldeó el paisaje, sino que también estableció las bases para que el páramo sea un santuario de biodiversidad, donde la fauna depende crucialmente del agua, los suelos y la vegetación que estos hielos milenarios ayudaron a crear.

## Enlaces externos

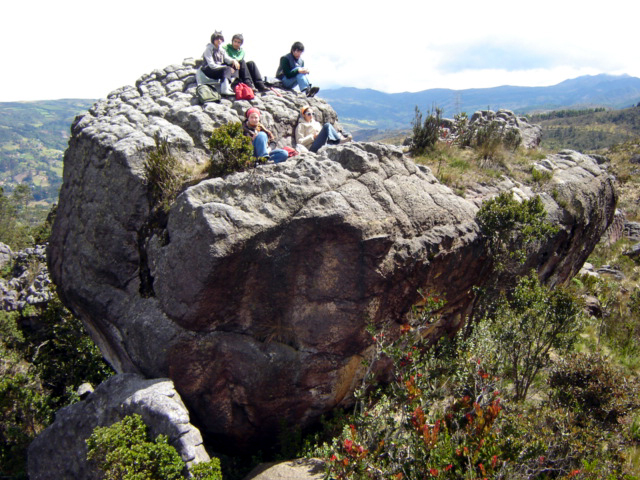
Excursión al Paramo de las Moyas

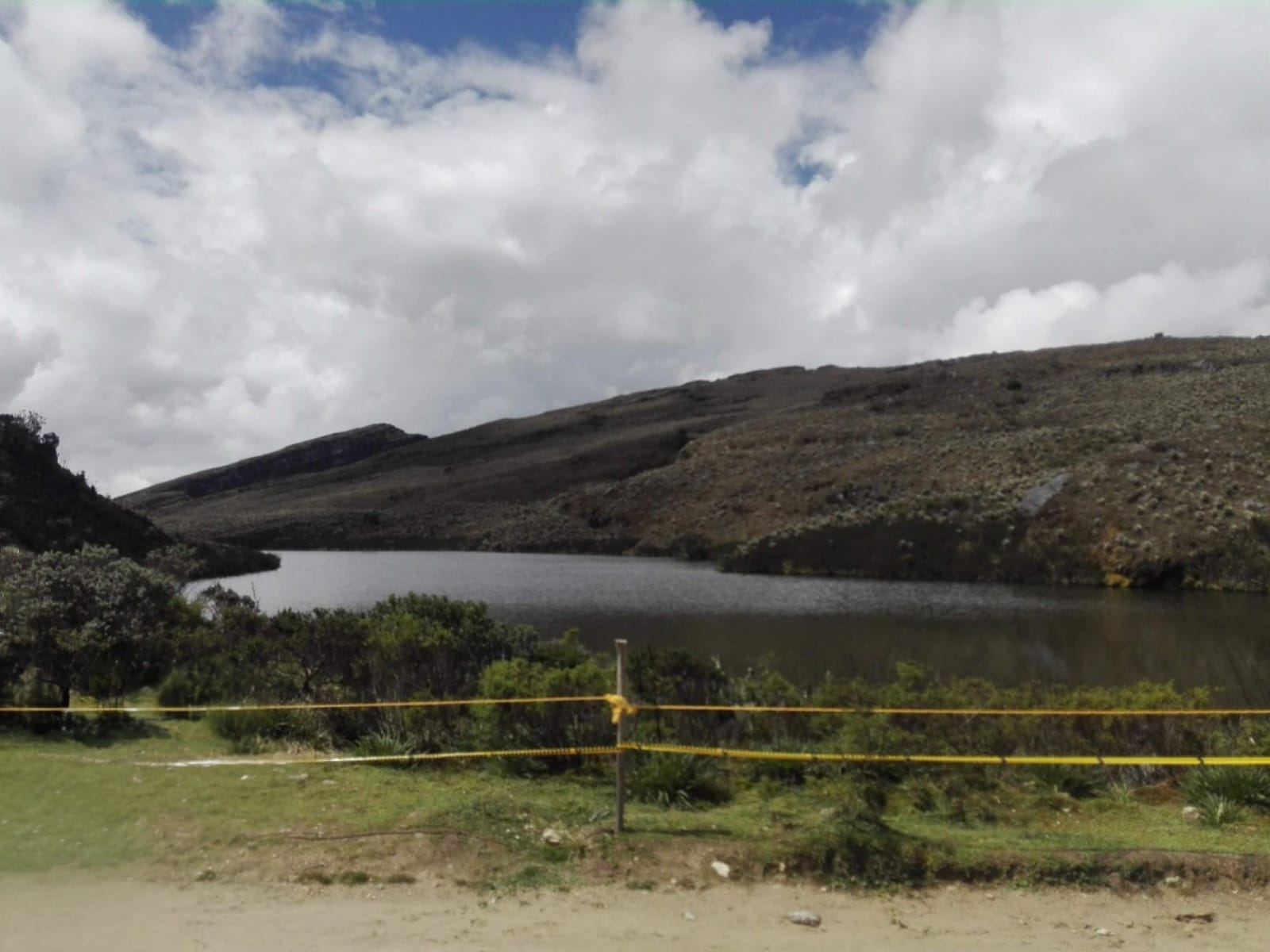
Laguna Larga en el páramo del Sumapaz